# أحمد نجيب الهلالي
أحمد نجيب الهلالي هو رئيس آخر وزارة مصرية في عهد الملكية وأحد رجال السياسة والقضاء البارزين في هذا العصر. ولد في أكتوبر 1891 بأسيوط وتوفي عام 1958.

## بداياته
حصل على البكالوريا من المدرسة التوفيقية ثم التحق بدراسة القانون في مدرسة الحقوق وتخرج منها عام 1912. عمل بالمحاماة ثم عين في النيابة وتدرج في مناصب القضاء في قسم قضايا الملكية الخاصة. ثم أصبح أستاذا بكلية الحقوق عام 1923 ثم مستشارا ملكيا وبعدها سكرتيرا عاما لوزارة المعارف ثم مستشارا قانونيا للوزارة ثم مستشارا بقضايا الحكومة لوزارة الداخلية.

## في الوزارة
عين وزيرا للمعارف في وزارة توفيق نسيم والتي أيدها حزب الوفد وأعادت دستور 1923 ثم انضم إلى حزب الوفد وأعيد وزيرا للمعارف عام 1937 قبل سقوط الوزارة. في فبراير 1942 عاد للمرة الثالثة وزيرا للمعارف وأقر مجانية التعليم الابتدائي التي نادى بها طه حسين المستشار الفني لوزارة المعارف في ذلك الوقت.
في يناير 1950 رفض الهلالي الاشتراك في الوزارة الوفدية واعتزل الحياة السياسية. في صيف 1951 ظهرت له اتصالات ببعض رجال السراي والإنجليز ثم خرج عن عزلته بعد إلغاء معاهدة 1936 بتصريح هاجم فيه الوزارة فقرر الوفد فصله من الحزب.
تولى الوزارة في مارس 1952 رافعا شعار التطهير قبل التحرير وشن هجوما على الوفد واعتقل جمعا من العناصر الوطنية وحل البرلمان وأعلن الأحكام العرفية وفرض الرقابة على الصحف، وعّين في عهده محمد عبد الرؤوف باشا المفتش نائبًا، و كانت المرة الأولي التي يُعين فيها نائبًا لرئيس مجلس الوزراء. سقطت هذه الوزارة في 2 يوليو 1952. أعيد نجيب الهلالي باشا إلى الوزارة في 22 يوليو 1952 ثم استقال بعد 18 ساعة فقط لقيام ثورة 23 يوليو.
بعد الثورة اعتزل السياسة حتى توفي في ديسمبر 1958. وخلف وراءه نجله أحمد نبيل الهلالي الذي سار على دربه في دراسة القانون والعمل بالمحاماة والعمل السياسي.